# Carmelo Borg Pisani
Carmelo Borg Pisani (Senglea, 10. kolovoza 1915. – Paola, 28. studenog 1942.), malteški nacionalist i fašist. Pogubljen je u zatvoru na Malti zbog izdaje. On je bio posljednja osoba nad kojom je izvršena smrtna kazna na Malti.

## Životopis
Rođen je u katoličkoj i nacionalističkoj malteškoj obitelji. Kad je rat bio proglašen 10. lipnja 1940. Pisani je bio na Sveučilištu umjetnosti u Rimu. Ostali istaknuti malteški umjetnici, kao što je Emvin Cremona, pohađali su istu školu zajedno s Pisanijem u to vrijeme. Pisani je vjerovao da je Malteška latinska duša bila uništena pod utjecajem britanske vladavine. On također vjeruje da je najbolja prilika, za vraćanje Malte u prvobitno stanje, izbacivanje Britanaca s otoka. U tu svrhu, Pisani, zajedno s mnogim drugim kolegama, pridružuje se u fašističku stranku Italije.
Dana 8. svibnja 1942. Pisani je poslan na tajnu misiju na otok Maltu, u svrhu pripreme za Operaciju "Herkules". Zbog nepogodnog i nemirnog mora pristaje na britanski ophodni brod. Nakon spašavanja odveden je u pomorsku bolnicu u Mtarfu. Poslije je prebačen u zatvor Corradino, gdje je ispitivan i optužen za izdaju. 12. studenog 1942. prisustvovao je svom suđenju. Dana 19. studenog 1942. osuđen je na smrt zbog izdaje. Izvršenje je slijedilo devet dana kasnije.
Borg Pisani je postumno nagrađen Zlatnom medaljom vojne hrabrosti (najveće talijansko vojno odlikovanje), od strane kralja Viktora Emmanuela III. Iako je talijanska vlada i njegova obitelj poslala zahtjeva za dostojan pokop njegova tijela, odgovor nikada nije dobiven.
Benito Mussolini ga je nazvao "malteški mučenik" i u njegovu čast je u Liguriji osnovao bojnu "Borg Pisani" u studenom 1943. godine.